# Diversion
Pour les articles homonymes, voir Diversion (homonymie).
En psychologie sociale et en stratégie, la diversion est une forme de manipulation destinée à détourner l'adversaire du point que l'on veut l'attaquer.
La stratégie de la diversion vise à empêcher le public de s'intéresser aux connaissances essentielles dans tous les domaines, en le mettant dans une situation de confusion, de désorganisation, de désorientation produisant de ignorance.
Concrètement, cette stratégie peut se manifester par des rumeurs, des désinformations, de la propagande… qui conduisent à un déluge de distractions et d'informations insignifiantes et mal structurées, alors que les problèmes essentiels sont traités avec un minimum d'informations.
Les spécialistes des neurosciences savent que la mémorisation des informations par le cerveau se fait d'autant mieux que ces informations sont présentées de façon structurée et hiérarchisée.
Des exemples de diversion peuvent se présenter, dans la normalisation : un sujet non essentiel  sera traité par une norme en quelques pages, alors que le véritable intérêt du sujet sera présenté dans une autre norme, sous forme technique, dans un langage abscons, dans la recherche scientifique par le financement de recherches de diversion par les industriels détournant des enjeux sociétaux et des acquis scientifiques (industrie du tabac, industrie chimique, industrie amiante, industrie pharmaceutique)